# Gimmlitztal

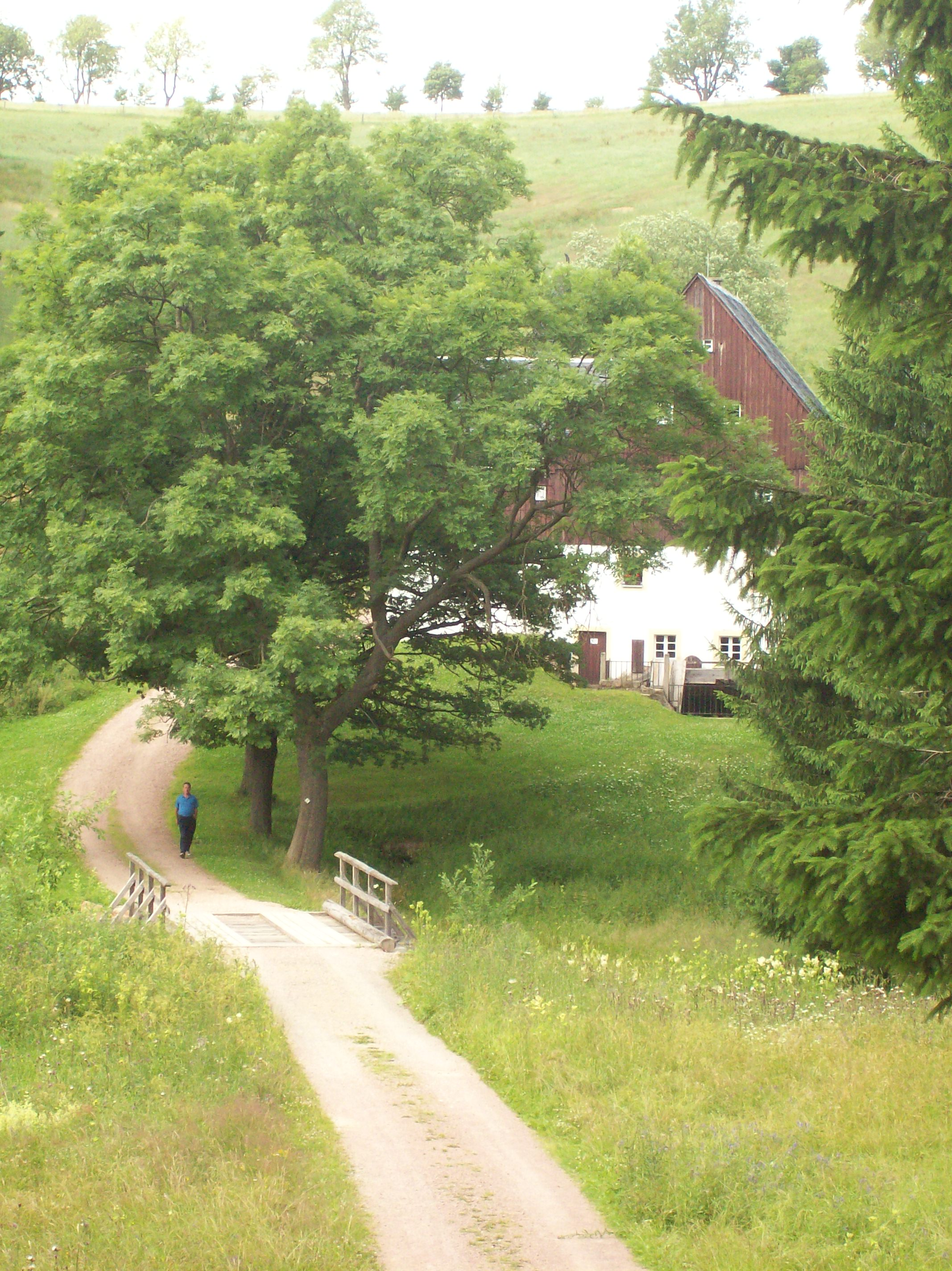
Gimmlitztal mit Weicheltmühle bei Reichenau

Das Gimmlitztal erstreckt sich vom Kalkwerk Hermsdorf bis zur Talsperre Lichtenberg bzw. bis zur Einmündung in die Freiberger Mulde unterhalb von Lichtenberg im Osterzgebirge. Es wird von der Gimmlitz, einem rechten Nebenfluss der Freiberger Mulde, durchflossen. Das Tal bildet bis zur Bundesstraße 171 die östliche Grenze des Naturparkes Erzgebirge/Vogtland in Sachsen.
In der Nähe des Kalkwerkes befinden sich unter Naturschutz stehende Wiesen, wo unter anderem Orchideen, Arnika und Wollgras zu finden sind.
Einige ehemalige Wassermühlen sind im Tal noch vorhanden, wobei die Weicheltmühle und die Illingmühle als funktionsfähige Wassermühlen (Technisches Denkmal) erhalten sind.

## Tal der Mühlen

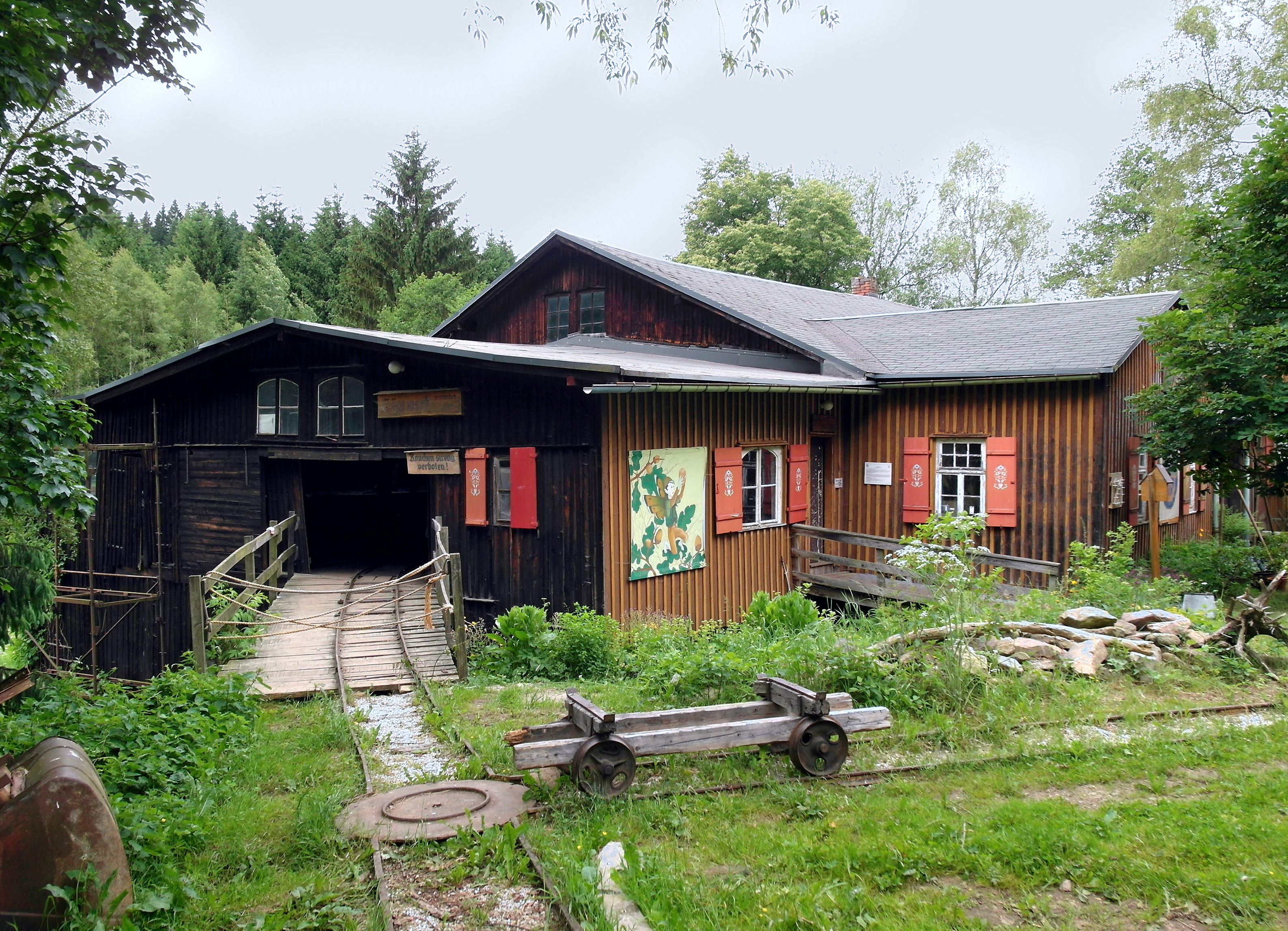
Illingmühle Gimmlitztal 103

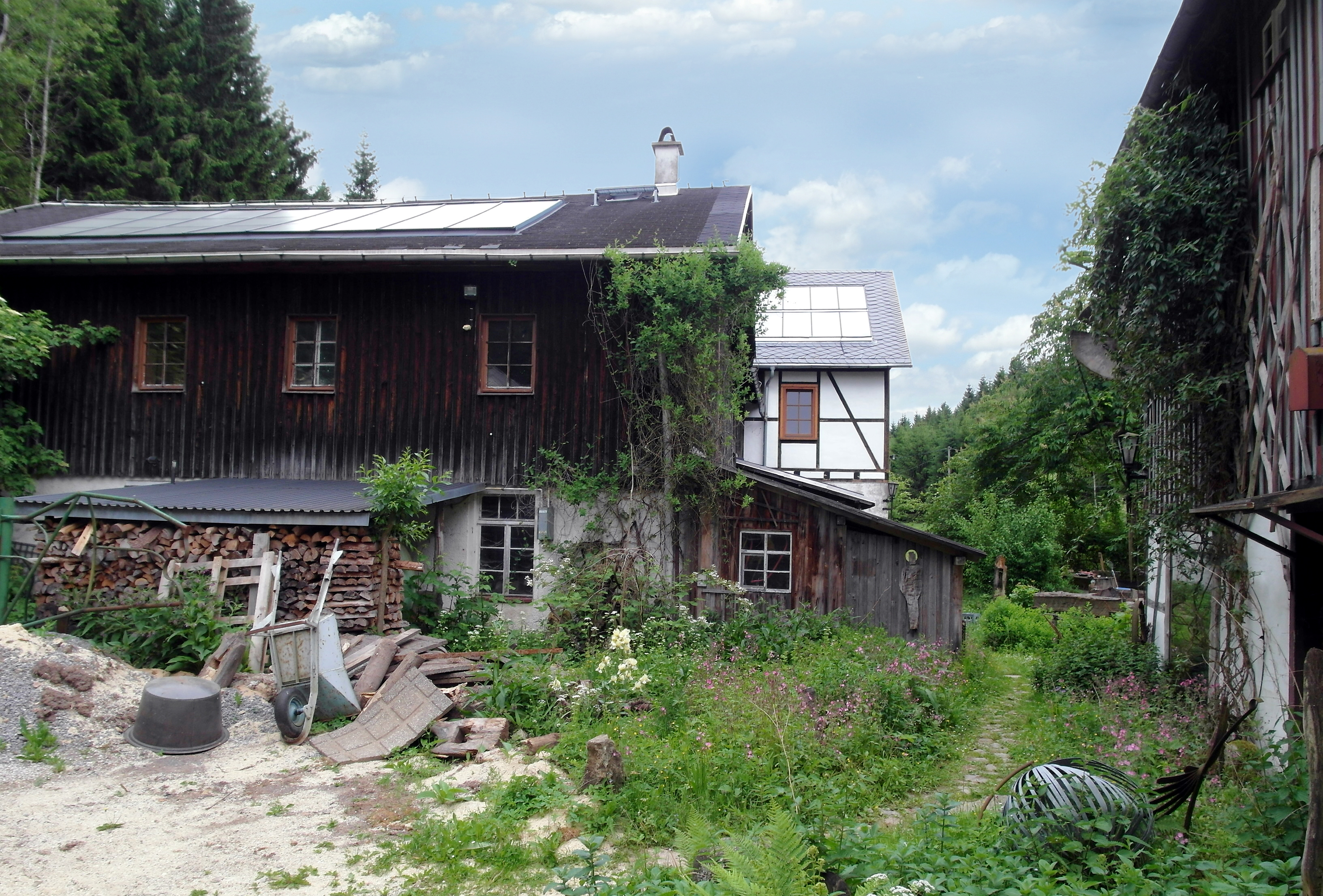
Müllermühle Gimmlitztal 42

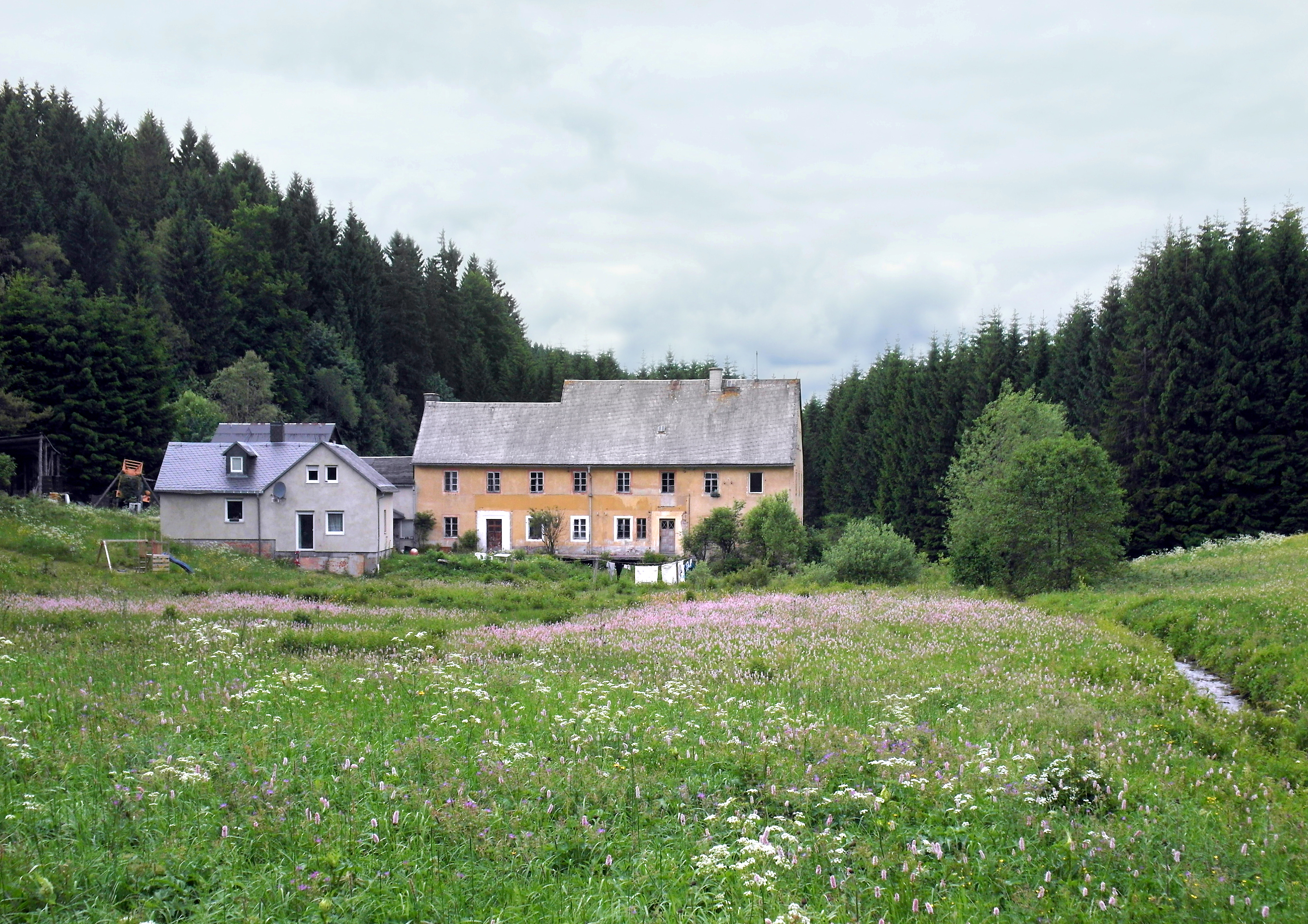
Schmutzlermühle Gimmlitztal

Das Gimmlitztal wird auch als „Tal der Mühlen“ bezeichnet. Im etwa 25 km langen Nebenfluss der Freiberger Mulde standen um 1900 noch etwa 23 Wassermühlen. Viele sind um 1970 dem Bau der Talsperre Lichtenberg zum Opfer gefallen und existieren nicht mehr. Im Einzelnen sind dies die folgenden Mühlen (flussabwärts):
- Schmutzlermühle
- Weicheltmühle (Mahlmühle, Ölmühle, Futterstampfe/Knochenstampfe, Wassermühle mit noch funktionsfähiger Mühlentechnik, Technisches Denkmal)
- Müllermühle oder Niedere Weicheltmühle (1869 erbaut, war ein Sägewerk)
- Illingmühle (seit 1791, Sägemühle bis 1989, Wassermühle mit noch funktionsfähiger Mühlentechnik, Technisches Denkmal)
- Kummermühle (zu Frauenstein), auch Sandmühle (erst Erzwäsche, später Sägemühle)
- ehemalige Finsterbuschmühle (Silberwäsche)
- ehemalige Ratsmühle (älteste Frauensteiner Mühle, 1970 abgerissen)
- ehemalige Walkmühle(vermutlich älteste Mühle im Tal, 1970 abgerissen)
- ehemalige Schillermühle (1970 abgerissen)
- ehemalige Kempemühle (1970 abgerissen)
- ehemalige Steinmühle (1862–1897) im Tal der Kleinen Gimmlitz (zu Nassau)
- ehemalige Erlermühle (zu Burkersdorf, 1970 abgerissen)
- Teichhaus Burkersdorf (1970 abgerissen)

Heute sind die meisten Mühlen an Privatleute verkauft und dienen als Pensionen bzw. Wohnungen.